# 正德 (大理)
正德（1062年—1073年）是大理國皇帝段思廉的第三個年號，共計12年。
雲南文獻皆作「正德」，只有倪蛻《滇雲歷年傳》作「政德」。
雲南文獻部份作段思廉第三個年號，部份作段思廉第四個年號。
起訖年，方詩銘、李崇智、段玉明、李家瑞作空白，王雲、黃德榮作1062年－1073年。

## 年號及改元出處
- 倪輅《南詔野史》：「宋仁宗慶曆四年（1044），國人廢素興立之，改元保安，又改保正。……神宗熙寧八年（1075），禪位為僧。」
- 胡蔚《增訂南詔野史》：「宋仁宗甲申慶曆四年（1044）即位，明年（1045），改元保安，又改元正安、正德、保德。……神宗乙卯熙寧八年（1075），思廉禪位為僧，在位三十一年。」
- 王崧《雲南備徵志》：「宋仁宗慶曆四年（1044）即位，改元保安，又改大安、正安、正德。……宋熙寧七年甲寅（1074），禪位為僧，在位三十一年。」
- 諸葛元聲《滇史》：「段氏十一世思廉，以宋仁宗慶曆四年甲申歲（1044）立，改元保安。……思廉在位久，癸巳（1053），改元正安；壬寅（1062），改正德；甲寅（1074），改保德。……乙卯（1075），思廉在位三十一年，避位為僧。」
- 李京《雲南志略》：「思平五世孫思廉立，改元保安、太安、正安、正德、保德。在位三十年。」
- 楊慎《滇載記》：「思廉以宋慶曆四年（1044）立。……思廉立三十一年，改元四，曰保安、政安、政德。」
- 倪蛻《滇雲歷年傳》：「圓通寺天王殿東南角，有段氏政德年號碑，云：寺在城之北二里。」
- 馮蘇《滇考》：「思廉在位久，改元保安、正安、正德、保德。……在位三十一年，避為僧。」
- 《白古通記淺述》：「更立思平之孫思廉，在位三十一年。思廉，宋仁宗甲申慶曆四年（1044）即位，明年（1045），改元保安，又改元正安、正德、保德。……丁酉五月，禪位為僧。」

## 紀年對照表
| 政德 | 元年   | 二年   | 三年   | 四年   | 五年   | 六年   | 七年   | 八年   | 九年   | 十年   |
| ---- | ------ | ------ | ------ | ------ | ------ | ------ | ------ | ------ | ------ | ------ |
| 公元 | 1062年 | 1063年 | 1064年 | 1065年 | 1066年 | 1067年 | 1068年 | 1069年 | 1070年 | 1071年 |
| 干支 | 壬寅   | 癸卯   | 甲辰   | 乙巳   | 丙午   | 丁未   | 戊申   | 己酉   | 庚戌   | 辛亥   |
| 政德 | 十一年 | 十二年 |        |        |        |        |        |        |        |        |
| 公元 | 1072年 | 1073年 |        |        |        |        |        |        |        |        |
| 干支 | 壬子   | 癸丑   |        |        |        |        |        |        |        |        |

## 同期存在的其他政權年號
- 中國
  - 嘉祐（1056年－1063年）：宋－宋仁宗趙禎之年號
  - 治平（1064年－1067年）：宋－宋英宗趙曙之年號
  - 熙寧（1068年－1077年）：宋－宋神宗趙頊之年號
  - 清寧（1055年－1064年）：遼－遼道宗耶律洪基之年號
  - 咸雍（1065年－1074年）：遼－遼道宗耶律洪基之年號
  - 奲都（1057年－1062年）：西夏－夏毅宗李諒祚之年號
  - 拱化（1063年－1067年）：西夏－夏毅宗李諒祚之年號
  - 乾道（1067年－1068年）：西夏－夏惠宗李秉常之年號
  - 天賜禮盛國慶（1069年－1074年）：西夏－夏惠宗李秉常之年號
- 越南
  - 彰聖嘉慶（1059年－1066年）：李朝－李日尊之年號
  - 龍章天嗣（1066年－1068年）：李朝－李日尊之年號
  - 天貺寶象（1068年－1069年）：李朝－李日尊之年號
  - 神武（1069年－1072年）：李朝－李日尊之年號
  - 太寧（1072年－1076年）：李朝－李乾德之年號
- 日本
  - 康平（1058年－1065年）：後冷泉天皇之年號
  - 治曆（1065年－1069年）：後冷泉天皇與後三條天皇之年號
  - 延久（1069年－1074年）：後三條天皇與白河天皇之年號